# Декаш
Декаш (араб. دقاش) — місто в Тунісі. Входить до складу вілаєту Таузар. Станом на 2004 рік тут проживало 7 426 осіб.